# Región de Maloja
La Región de Maloja es una unidad administrativa del cantón de los Grisones, Suiza. Sustituyó el 1 de enero de 2017 al anterior distrito de Maloja, con el que coincide. Los dos círculos en los que se subdividía fueron disueltos. 
Comprende las siguientes comunas:
- Bever
- Celerina/Schlarigna
- Madulain
- Pontresina
- La Punt-Chamues-ch
- Samedan
- Sankt Moritz
- S-chanf
- Sils im Engadin/Segl
- Silvaplana
- Zuoz
- Bregaglia